# Алкивиад
Алкивиад (на старогръцки: Ἀλκιβιάδης, Alkibiádēs; Alkibiades) е виден атински политик, оратор и военачалник.

## Биография
Син е на Клиний, роден към 450 г. пр.н.е., възпитаник на Перикъл, ученик и приятел на Сократ. Произлиза от прочутата атинска аристократична фамилия Алкмеониди.
Той е син на Клейний († 447 пр.н.е.) и Дейномахе. Перикъл е братовчед на Дейномахе. След смъртта на баща му в битката при Коронея (447 пр.н.е.), той расте в дома на чичо си Перикъл.
Аристократ по рождение и вкусове, с привлекателна външност и силен интелект, но егоист, суетен и безскрупулен, той учудва съотечествениците си с дръзкия си либерализъм и скоро спечелва голямо политическо влияние. Стратег през 417 пр.н.е. заедно с Никий, той предложил през 415 пр.н.е. да се предприеме военната сицилианска експедиция, след като е избран за един от предводителите на армията, а политическите му противници го обвиняват, че пародира Елевзинските мистерии и че е изпочупил статуите на бог Хермес, но той отказва да се върне в Атина, за да се оправдае. Осъден задочно на смърт, избягва при спартанците и ги съветва да поддържат Сиракуза и да завземат Декелея в Атика, като сам той разбунтува Йония срещу Атина.
Изложен на завистта на спартанските военачалници, той се оттегля при сатрапа Тисаферн (412 пр.н.е.), после се свързва с политическите фракции в Атина; налага чрез ескадрите в Самос и Хелеспонта, останали верни на демокрацията от 411 пр.н.е., да го признаят за свой водач и издейства завръщането си след падането на режима на Четиристотинте. Победител при Абидос (411 пр.н.е.) и при Кизик (410 пр.н.е.), господар на Византион (409 пр.н.е.), той се връща триумфално в Атина през 407 пр.н.е. Но претърпява неуспех в други военни експедиции и се налага да избяга в Тракия (406 пр.н.е.), където е убит по внушение на Тридесетте тирани (404 пр.н.е.). Плутарх му е посветил един от своите „Успоредни животописи“.

## Други
- В Успоредни животописи Плутарх описва живота на Алкивиад, наред с този на Кориолан († 488 пр.н.е.).[3]